# أيوريتا
بلدية أيوريتا (بالإسبانية: Iurreta)‏ هي بلدية تقع في مقاطعة بيسكاي, التي تقع في منطقة الباسك شمالي إسبانيا.

## أعلام
- خوسيبا ساريونانديا
- إيناكي ليخاريتا
- ماركيل اريتيو

## وصلات خارجية
- (بالإسبانية)